# غاريث بيرس
غاريث بيرس (بالإنجليزية: Gareth Peirce)‏ (و. 1940 – م) هي محامية من المملكة المتحدة .

## التعليم
تعلمت في جامعة أوكسفورد، وكلية لندن للاقتصاد.

## روابط خارجية
- غاريث بيرس على موقع IMDb (الإنجليزية)